# Vuelta a Colombia Femenina 2021
La 6.ª edición de la Vuelta a Colombia Femenina fue una carrera de ciclismo en ruta por etapas que se celebró entre el 28 de septiembre y el 3 de octubre de 2021 con inicio en la ciudad de Villavicencio y final en la ciudad de Bogotá en Colombia. El recorrido constó de un total de 6 etapas sobre una distancia total de 524,2 km.
La carrera hizo parte del circuito Calendario UCI Femenino 2021 dentro de la categoría 2.2 y fue ganada por la ciclista venezolana Lilibeth Chacón del equipo Merquimia-Proyecta Team. El podio lo completaron la chilena Aranza Villalón del equipo Avinal-Sistecredito-GW y la ecuatoiana Miryam Núñez del equipo Liro Sport-El Faro.

## Equipos participantes
Tomaron la partida un total de 31 equipos, de los cuales 2 fueron de categoría UCI Women's continental teams, 28 equipos aficionados y la selección nacional de Venezuela, quienes conformaron un pelotón de 170 ciclistas de los cuales terminaron 72. Los equipos participantes fueron:
| UCI Women's continental teams (2)- Colnago CM Team - Team Illuminate Equipo nacional- Venezuela Equipos femeninos de ciclismo amateur (28)- Merquimia-Proyecta Team - Avinal-Sistecredito-GW - RCN TV-Tour y Nativa - Team Polibikes - Colombia PAD - Liro Sport-El Faro - Colombia Tierra de Atletas - Soltec-Team IMR - Sistecrédito-GW - Supergiros-Alcaldía de Manizales - Merey-Luna Sport - Evolución Fem - Go Rigo Go CR - Santander-F. Mica-Alan ROC - Boyacá Avanza - Pato Bike - CM Inder Envigado - Aguardiente Nectar - San Mateo Pro-Tour Nativa - Team Pichincha - Freevia-ALC Santa Rosa CA - Campionissimo-HYF-Granpol - PICAP-JACS-Calle-Flowerpa - Construcciones Zea-IRDET - Gobernación-IDER Meta - Santurbike-Natural RD - Av. Cycling Store Bike - Team Recapi-Llaneros |
| |

## Etapas
| Etapa     | Fecha     | Recorrido                          | type                    | Distancia (km) | Ganador         | Líder           |
| --------- | --------- | ---------------------------------- | ----------------------- | -------------- | --------------- | --------------- |
| 1.ª etapa | 28 de sep | Villavicencio – Alto de Menegua    | etapa llana             | 85,3           | Lilibeth Chacón | Lilibeth Chacón |
| 2.ª etapa | 29 de sep | Villavicencio – Lejanías           | etapa de media montaña  | 119,1          | Aranza Villalón | Aranza Villalón |
| 3.ª etapa | 30 de sep | Castilla la Nueva – Acacías        | contrarreloj individual | 24,3           | Lilibeth Chacón | Aranza Villalón |
| 4.ª etapa | 1 de oct  | Villavicencio – Alto de Buenavista | etapa de media montaña  | 117,1          | Lilibeth Chacón | Lilibeth Chacón |
| 5.ª etapa | 2 de oct  | Restrepo – Chipaque                | etapa de media montaña  | 90,2           | Lilibeth Chacón | Lilibeth Chacón |
| 6.ª etapa | 3 de oct  | Bogotá – Bogotá                    | etapa escarpada         | 88,2           | Miryam Núñez    | Lilibeth Chacón |

## Desarrollo de la carrera

### 1.ª etapa
| Villavicencio - Alto de Menegua | etapa llana | (85,3 km) |

| \| Clasificación de la etapa \| Clasificación de la etapa \| Clasificación de la etapa \| Clasificación de la etapa \| Clasificación de la etapa \| \| Ciclista \| Ciclista \| Equipo \| Tiempo \| \| \| ------------------------- \| ------------------------- \| -------------------------------- \| ------------------------- \| ------------------------- \| \| 1.ª \| Lilibeth Chacón \| Merquimia-Proyecta Team \| 2 h 00 min 17 s \| \| \| 2.ª \| Aranza Villalón \| Avinal-Sistecredito-GW \| + 0 s \| \| \| 3.ª \| Lina Maria Rojas \| RCN TV-Tour y Nativa \| + 2 s \| \| \| 4.ª \| Elizabeth Castaño \| Colombia PAD \| + 2 s \| \| \| 5.ª \| Jennifer Ducuara \| Colombia Tierra de Atletas \| + 2 s \| \| \| 6.ª \| Camila Valbuena \| Colombia Tierra de Atletas \| + 2 s \| \| \| 7.ª \| Miryam Núñez \| Liro Sport-El Faro \| + 2 s \| \| \| 8.ª \| Natalia Franco \| Soltec-Team IMR \| + 2 s \| \| \| 9.ª \| Andrea Fregoso \| Sistecrédito-GW \| + 2 s \| \| \| 10.ª \| Catalina Gómez \| Supergiros-Alcaldía de Manizales \| + 2 s \| \| |                   |                                  |                 |
| |                   |                                  |                 |
| Fuente: ProCyclingStats |                   |                                  |                 |
| Clasificación de la etapa |                   |                                  |                 |
| Ciclista | Ciclista          | Equipo                           | Tiempo          |
| 1.ª | Lilibeth Chacón   | Merquimia-Proyecta Team          | 2 h 00 min 17 s |
| 2.ª | Aranza Villalón   | Avinal-Sistecredito-GW           | + 0 s           |
| 3.ª | Lina Maria Rojas  | RCN TV-Tour y Nativa             | + 2 s           |
| 4.ª | Elizabeth Castaño | Colombia PAD                     | + 2 s           |
| 5.ª | Jennifer Ducuara  | Colombia Tierra de Atletas       | + 2 s           |
| 6.ª | Camila Valbuena   | Colombia Tierra de Atletas       | + 2 s           |
| 7.ª | Miryam Núñez      | Liro Sport-El Faro               | + 2 s           |
| 8.ª | Natalia Franco    | Soltec-Team IMR                  | + 2 s           |
| 9.ª | Andrea Fregoso    | Sistecrédito-GW                  | + 2 s           |
| 10.ª | Catalina Gómez    | Supergiros-Alcaldía de Manizales | + 2 s           |

| \| Clasificación general \| Clasificación general \| Clasificación general \| Clasificación general \| Clasificación general \| \| Ciclista \| Ciclista \| Equipo \| Tiempo \| \| \| --------------------- \| ----------------------- \| -------------------------- \| --------------------- \| --------------------- \| \| 1.ª \| Lilibeth Chacón \| Merquimia-Proyecta Team \| 2 h 00 min 07 s \| \| \| 2.ª \| Katherine Montoya \| Colnago CM Team \| + 3 s \| \| \| 3.ª \| Aranza Villalón \| Avinal-Sistecredito-GW \| + 4 s \| \| \| 4.ª \| Lina Maria Rojas \| RCN TV-Tour y Nativa \| + 8 s \| \| \| 5.ª \| Vanesa Martínez \| Avinal-Sistecredito-GW \| + 8 s \| \| \| 6.ª \| Kimberly Dahlia Escobar \| Team Polibikes \| + 10 s \| \| \| 7.ª \| Mariana Herrera \| Colombia PAD \| + 10 s \| \| \| 8.ª \| Laura Sofía Castillo \| Liro Sport-El Faro \| + 11 s \| \| \| 9.ª \| Elizabeth Castaño \| Colombia PAD \| + 12 s \| \| \| 10.ª \| Jennifer Ducuara \| Colombia Tierra de Atletas \| + 12 s \| \| |                         |                            |                 |
| |                         |                            |                 |
| Fuente: ProCyclingStats |                         |                            |                 |
| Clasificación general |                         |                            |                 |
| Ciclista | Ciclista                | Equipo                     | Tiempo          |
| 1.ª | Lilibeth Chacón         | Merquimia-Proyecta Team    | 2 h 00 min 07 s |
| 2.ª | Katherine Montoya       | Colnago CM Team            | + 3 s           |
| 3.ª | Aranza Villalón         | Avinal-Sistecredito-GW     | + 4 s           |
| 4.ª | Lina Maria Rojas        | RCN TV-Tour y Nativa       | + 8 s           |
| 5.ª | Vanesa Martínez         | Avinal-Sistecredito-GW     | + 8 s           |
| 6.ª | Kimberly Dahlia Escobar | Team Polibikes             | + 10 s          |
| 7.ª | Mariana Herrera         | Colombia PAD               | + 10 s          |
| 8.ª | Laura Sofía Castillo    | Liro Sport-El Faro         | + 11 s          |
| 9.ª | Elizabeth Castaño       | Colombia PAD               | + 12 s          |
| 10.ª | Jennifer Ducuara        | Colombia Tierra de Atletas | + 12 s          |

### 2.ª etapa
| Villavicencio - Lejanías | etapa de media montaña | (119,1 km) |

| \| Clasificación de la etapa \| Clasificación de la etapa \| Clasificación de la etapa \| Clasificación de la etapa \| Clasificación de la etapa \| \| Ciclista \| Ciclista \| Equipo \| Tiempo \| \| \| ------------------------- \| ------------------------- \| -------------------------- \| ------------------------- \| ------------------------- \| \| 1.ª \| Aranza Villalón \| Avinal-Sistecredito-GW \| 3 h 08 min 09 s \| \| \| 2.ª \| Camila Valbuena \| Colombia Tierra de Atletas \| + 0 s \| \| \| 3.ª \| Miryam Núñez \| Liro Sport-El Faro \| + 0 s \| \| \| 4.ª \| Kimberly Dahlia Escobar \| Team Polibikes \| + 0 s \| \| \| 5.ª \| Katherine Montoya \| Colnago CM Team \| + 0 s \| \| \| 6.ª \| Maria Jose Vargas \| Go Rigo Go CR \| + 0 s \| \| \| 7.ª \| Anet Barrera Esparza \| Pato Bike \| + 0 s \| \| \| 8.ª \| Paula Carrasco \| Colombia PAD \| + 0 s \| \| \| 9.ª \| Jessica Parra \| Colombia Tierra de Atletas \| + 0 s \| \| \| 10.ª \| Serika Gulumá \| CM Inder Envigado \| + 0 s \| \| |                         |                            |                 |
| |                         |                            |                 |
| Fuente: ProCyclingStats |                         |                            |                 |
| Clasificación de la etapa |                         |                            |                 |
| Ciclista | Ciclista                | Equipo                     | Tiempo          |
| 1.ª | Aranza Villalón         | Avinal-Sistecredito-GW     | 3 h 08 min 09 s |
| 2.ª | Camila Valbuena         | Colombia Tierra de Atletas | + 0 s           |
| 3.ª | Miryam Núñez            | Liro Sport-El Faro         | + 0 s           |
| 4.ª | Kimberly Dahlia Escobar | Team Polibikes             | + 0 s           |
| 5.ª | Katherine Montoya       | Colnago CM Team            | + 0 s           |
| 6.ª | Maria Jose Vargas       | Go Rigo Go CR              | + 0 s           |
| 7.ª | Anet Barrera Esparza    | Pato Bike                  | + 0 s           |
| 8.ª | Paula Carrasco          | Colombia PAD               | + 0 s           |
| 9.ª | Jessica Parra           | Colombia Tierra de Atletas | + 0 s           |
| 10.ª | Serika Gulumá           | CM Inder Envigado          | + 0 s           |

| \| Clasificación general \| Clasificación general \| Clasificación general \| Clasificación general \| Clasificación general \| \| Ciclista \| Ciclista \| Equipo \| Tiempo \| \| \| --------------------- \| ----------------------- \| -------------------------- \| --------------------- \| --------------------- \| \| 1.ª \| Aranza Villalón \| Avinal-Sistecredito-GW \| 5 h 08 min 10 s \| \| \| 2.ª \| Katherine Montoya \| Colnago CM Team \| + 1 s \| \| \| 3.ª \| Lilibeth Chacón \| Merquimia-Proyecta Team \| + 6 s \| \| \| 4.ª \| Vanesa Martínez \| Avinal-Sistecredito-GW \| + 9 s \| \| \| 5.ª \| Camila Valbuena \| Colombia Tierra de Atletas \| + 12 s \| \| \| 6.ª \| Miryam Núñez \| Liro Sport-El Faro \| + 14 s \| \| \| 7.ª \| Lina Maria Rojas \| RCN TV-Tour y Nativa \| + 14 s \| \| \| 8.ª \| María Latriglia \| CM Inder Envigado \| + 15 s \| \| \| 9.ª \| Kimberly Dahlia Escobar \| Team Polibikes \| + 16 s \| \| \| 10.ª \| Laura Sofía Castillo \| Liro Sport-El Faro \| + 16 s \| \| |                         |                            |                 |
| |                         |                            |                 |
| Fuente: ProCyclingStats |                         |                            |                 |
| Clasificación general |                         |                            |                 |
| Ciclista | Ciclista                | Equipo                     | Tiempo          |
| 1.ª | Aranza Villalón         | Avinal-Sistecredito-GW     | 5 h 08 min 10 s |
| 2.ª | Katherine Montoya       | Colnago CM Team            | + 1 s           |
| 3.ª | Lilibeth Chacón         | Merquimia-Proyecta Team    | + 6 s           |
| 4.ª | Vanesa Martínez         | Avinal-Sistecredito-GW     | + 9 s           |
| 5.ª | Camila Valbuena         | Colombia Tierra de Atletas | + 12 s          |
| 6.ª | Miryam Núñez            | Liro Sport-El Faro         | + 14 s          |
| 7.ª | Lina Maria Rojas        | RCN TV-Tour y Nativa       | + 14 s          |
| 8.ª | María Latriglia         | CM Inder Envigado          | + 15 s          |
| 9.ª | Kimberly Dahlia Escobar | Team Polibikes             | + 16 s          |
| 10.ª | Laura Sofía Castillo    | Liro Sport-El Faro         | + 16 s          |

### 3.ª etapa
| Castilla la Nueva - Acacías | contrarreloj individual | (24,3 km) |

| \| Clasificación de la etapa \| Clasificación de la etapa \| Clasificación de la etapa \| Clasificación de la etapa \| Clasificación de la etapa \| \| Ciclista \| Ciclista \| Equipo \| Tiempo \| \| \| ------------------------- \| ------------------------- \| -------------------------- \| ------------------------- \| ------------------------- \| \| 1.ª \| Lilibeth Chacón \| Merquimia-Proyecta Team \| 34 min 09 s \| \| \| 2.ª \| Aranza Villalón \| Avinal-Sistecredito-GW \| + 3 s \| \| \| 3.ª \| Anet Barrera Esparza \| Pato Bike \| + 27 s \| \| \| 4.ª \| Miryam Núñez \| Liro Sport-El Faro \| + 32 s \| \| \| 5.ª \| Ana Cristina Sanabria \| Colombia Tierra de Atletas \| + 53 s \| \| \| 6.ª \| Camila Valbuena \| Colombia Tierra de Atletas \| + 54 s \| \| \| 7.ª \| Laura Sofía Castillo \| Liro Sport-El Faro \| + 58 s \| \| \| 8.ª \| Jessenia Meneses Gonzales \| Colombia Tierra de Atletas \| + 1 min 09 s \| \| \| 9.ª \| Serika Gulumá \| CM Inder Envigado \| + 1 min 14 s \| \| \| 10.ª \| Andrea Alzate Gómez \| Colnago CM Team \| + 1 min 23 s \| \| |                           |                            |              |
| |                           |                            |              |
| Fuente: ProCyclingStats |                           |                            |              |
| Clasificación de la etapa |                           |                            |              |
| Ciclista | Ciclista                  | Equipo                     | Tiempo       |
| 1.ª | Lilibeth Chacón           | Merquimia-Proyecta Team    | 34 min 09 s  |
| 2.ª | Aranza Villalón           | Avinal-Sistecredito-GW     | + 3 s        |
| 3.ª | Anet Barrera Esparza      | Pato Bike                  | + 27 s       |
| 4.ª | Miryam Núñez              | Liro Sport-El Faro         | + 32 s       |
| 5.ª | Ana Cristina Sanabria     | Colombia Tierra de Atletas | + 53 s       |
| 6.ª | Camila Valbuena           | Colombia Tierra de Atletas | + 54 s       |
| 7.ª | Laura Sofía Castillo      | Liro Sport-El Faro         | + 58 s       |
| 8.ª | Jessenia Meneses Gonzales | Colombia Tierra de Atletas | + 1 min 09 s |
| 9.ª | Serika Gulumá             | CM Inder Envigado          | + 1 min 14 s |
| 10.ª | Andrea Alzate Gómez       | Colnago CM Team            | + 1 min 23 s |

| \| Clasificación general \| Clasificación general \| Clasificación general \| Clasificación general \| Clasificación general \| \| Ciclista \| Ciclista \| Equipo \| Tiempo \| \| \| --------------------- \| ------------------------- \| -------------------------- \| --------------------- \| --------------------- \| \| 1.ª \| Aranza Villalón \| Avinal-Sistecredito-GW \| 5 h 42 min 22 s \| \| \| 2.ª \| Lilibeth Chacón \| Merquimia-Proyecta Team \| + 3 s \| \| \| 3.ª \| Anet Barrera Esparza \| Pato Bike \| + 42 s \| \| \| 4.ª \| Miryam Núñez \| Liro Sport-El Faro \| + 43 s \| \| \| 5.ª \| Camila Valbuena \| Colombia Tierra de Atletas \| + 1 min 03 s \| \| \| 6.ª \| Ana Cristina Sanabria \| Colombia Tierra de Atletas \| + 1 min 08 s \| \| \| 7.ª \| Laura Sofía Castillo \| Liro Sport-El Faro \| + 1 min 11 s \| \| \| 8.ª \| Jessenia Meneses Gonzales \| Colombia Tierra de Atletas \| + 1 min 24 s \| \| \| 9.ª \| Serika Gulumá \| CM Inder Envigado \| + 1 min 29 s \| \| \| 10.ª \| Andrea Alzate Gómez \| Colnago CM Team \| + 1 min 38 s \| \| |                           |                            |                 |
| |                           |                            |                 |
| Fuente: ProCyclingStats |                           |                            |                 |
| Clasificación general |                           |                            |                 |
| Ciclista | Ciclista                  | Equipo                     | Tiempo          |
| 1.ª | Aranza Villalón           | Avinal-Sistecredito-GW     | 5 h 42 min 22 s |
| 2.ª | Lilibeth Chacón           | Merquimia-Proyecta Team    | + 3 s           |
| 3.ª | Anet Barrera Esparza      | Pato Bike                  | + 42 s          |
| 4.ª | Miryam Núñez              | Liro Sport-El Faro         | + 43 s          |
| 5.ª | Camila Valbuena           | Colombia Tierra de Atletas | + 1 min 03 s    |
| 6.ª | Ana Cristina Sanabria     | Colombia Tierra de Atletas | + 1 min 08 s    |
| 7.ª | Laura Sofía Castillo      | Liro Sport-El Faro         | + 1 min 11 s    |
| 8.ª | Jessenia Meneses Gonzales | Colombia Tierra de Atletas | + 1 min 24 s    |
| 9.ª | Serika Gulumá             | CM Inder Envigado          | + 1 min 29 s    |
| 10.ª | Andrea Alzate Gómez       | Colnago CM Team            | + 1 min 38 s    |

### 4.ª etapa
| Villavicencio - Alto de Buenavista | etapa de media montaña | (117,1 km) |

| \| Clasificación de la etapa \| Clasificación de la etapa \| Clasificación de la etapa \| Clasificación de la etapa \| Clasificación de la etapa \| \| Ciclista \| Ciclista \| Equipo \| Tiempo \| \| \| ------------------------- \| ------------------------- \| -------------------------- \| ------------------------- \| ------------------------- \| \| 1.ª \| Lilibeth Chacón \| Merquimia-Proyecta Team \| 3 h 27 min 44 s \| \| \| 2.ª \| Aranza Villalón \| Avinal-Sistecredito-GW \| + 37 s \| \| \| 3.ª \| Anet Barrera Esparza \| Pato Bike \| + 38 s \| \| \| 4.ª \| Milena Fagua \| Boyacá Avanza \| + 39 s \| \| \| 5.ª \| Miryam Núñez \| Liro Sport-El Faro \| + 1 min 07 s \| \| \| 6.ª \| Natalia Franco \| Soltec-Team IMR \| + 1 min 11 s \| \| \| 7.ª \| Camila Valbuena \| Colombia Tierra de Atletas \| + 1 min 13 s \| \| \| 8.ª \| Shoko Kashiki \| Team Illuminate \| + 1 min 21 s \| \| \| 9.ª \| Liliana Moreno \| Merquimia-Proyecta Team \| + 1 min 31 s \| \| \| 10.ª \| María Latriglia \| CM Inder Envigado \| + 1 min 45 s \| \| |                      |                            |                 |
| |                      |                            |                 |
| Fuente: ProCyclingStats |                      |                            |                 |
| Clasificación de la etapa |                      |                            |                 |
| Ciclista | Ciclista             | Equipo                     | Tiempo          |
| 1.ª | Lilibeth Chacón      | Merquimia-Proyecta Team    | 3 h 27 min 44 s |
| 2.ª | Aranza Villalón      | Avinal-Sistecredito-GW     | + 37 s          |
| 3.ª | Anet Barrera Esparza | Pato Bike                  | + 38 s          |
| 4.ª | Milena Fagua         | Boyacá Avanza              | + 39 s          |
| 5.ª | Miryam Núñez         | Liro Sport-El Faro         | + 1 min 07 s    |
| 6.ª | Natalia Franco       | Soltec-Team IMR            | + 1 min 11 s    |
| 7.ª | Camila Valbuena      | Colombia Tierra de Atletas | + 1 min 13 s    |
| 8.ª | Shoko Kashiki        | Team Illuminate            | + 1 min 21 s    |
| 9.ª | Liliana Moreno       | Merquimia-Proyecta Team    | + 1 min 31 s    |
| 10.ª | María Latriglia      | CM Inder Envigado          | + 1 min 45 s    |

| \| Clasificación general \| Clasificación general \| Clasificación general \| Clasificación general \| Clasificación general \| \| Ciclista \| Ciclista \| Equipo \| Tiempo \| \| \| --------------------- \| ------------------------- \| -------------------------- \| --------------------- \| --------------------- \| \| 1.ª \| Lilibeth Chacón \| Merquimia-Proyecta Team \| 9 h 09 min 59 s \| \| \| 2.ª \| Aranza Villalón \| Avinal-Sistecredito-GW \| + 38 s \| \| \| 3.ª \| Anet Barrera Esparza \| Pato Bike \| + 1 min 23 s \| \| \| 4.ª \| Miryam Núñez \| Liro Sport-El Faro \| + 1 min 57 s \| \| \| 5.ª \| Camila Valbuena \| Colombia Tierra de Atletas \| + 2 min 23 s \| \| \| 6.ª \| Milena Fagua \| Boyacá Avanza \| + 2 min 49 s \| \| \| 7.ª \| María Latriglia \| CM Inder Envigado \| + 3 min 38 s \| \| \| 8.ª \| Shoko Kashiki \| Team Illuminate \| + 3 min 43 s \| \| \| 9.ª \| Jessenia Meneses Gonzales \| Colombia Tierra de Atletas \| + 4 min 17 s \| \| \| 10.ª \| Carolina Vargas \| Colnago CM Team \| + 4 min 56 s \| \| |                           |                            |                 |
| |                           |                            |                 |
| Fuente: ProCyclingStats |                           |                            |                 |
| Clasificación general |                           |                            |                 |
| Ciclista | Ciclista                  | Equipo                     | Tiempo          |
| 1.ª | Lilibeth Chacón           | Merquimia-Proyecta Team    | 9 h 09 min 59 s |
| 2.ª | Aranza Villalón           | Avinal-Sistecredito-GW     | + 38 s          |
| 3.ª | Anet Barrera Esparza      | Pato Bike                  | + 1 min 23 s    |
| 4.ª | Miryam Núñez              | Liro Sport-El Faro         | + 1 min 57 s    |
| 5.ª | Camila Valbuena           | Colombia Tierra de Atletas | + 2 min 23 s    |
| 6.ª | Milena Fagua              | Boyacá Avanza              | + 2 min 49 s    |
| 7.ª | María Latriglia           | CM Inder Envigado          | + 3 min 38 s    |
| 8.ª | Shoko Kashiki             | Team Illuminate            | + 3 min 43 s    |
| 9.ª | Jessenia Meneses Gonzales | Colombia Tierra de Atletas | + 4 min 17 s    |
| 10.ª | Carolina Vargas           | Colnago CM Team            | + 4 min 56 s    |

### 5.ª etapa
| Restrepo - Chipaque | etapa de media montaña | (90,2 km) |

| \| Clasificación de la etapa \| Clasificación de la etapa \| Clasificación de la etapa \| Clasificación de la etapa \| Clasificación de la etapa \| \| Ciclista \| Ciclista \| Equipo \| Tiempo \| \| \| ------------------------- \| ------------------------- \| -------------------------- \| ------------------------- \| ------------------------- \| \| 1.ª \| Lilibeth Chacón \| Merquimia-Proyecta Team \| 2 h 44 min 20 s \| \| \| 2.ª \| Anet Barrera Esparza \| Pato Bike \| + 22 s \| \| \| 3.ª \| Shoko Kashiki \| Team Illuminate \| + 48 s \| \| \| 4.ª \| Milena Fagua \| Boyacá Avanza \| + 58 s \| \| \| 5.ª \| Natalia Pardo \| CM Inder Envigado \| + 1 min 01 s \| \| \| 6.ª \| Aranza Villalón \| Avinal-Sistecredito-GW \| + 1 min 05 s \| \| \| 7.ª \| Natalia Franco \| Soltec-Team IMR \| + 1 min 18 s \| \| \| 8.ª \| Liliana Moreno \| Merquimia-Proyecta Team \| + 1 min 25 s \| \| \| 9.ª \| Jessenia Meneses Gonzales \| Colombia Tierra de Atletas \| + 1 min 32 s \| \| \| 10.ª \| Lina Maria Rojas \| RCN TV-Tour y Nativa \| + 1 min 50 s \| \| |                           |                            |                 |
| |                           |                            |                 |
| Fuente: ProCyclingStats |                           |                            |                 |
| Clasificación de la etapa |                           |                            |                 |
| Ciclista | Ciclista                  | Equipo                     | Tiempo          |
| 1.ª | Lilibeth Chacón           | Merquimia-Proyecta Team    | 2 h 44 min 20 s |
| 2.ª | Anet Barrera Esparza      | Pato Bike                  | + 22 s          |
| 3.ª | Shoko Kashiki             | Team Illuminate            | + 48 s          |
| 4.ª | Milena Fagua              | Boyacá Avanza              | + 58 s          |
| 5.ª | Natalia Pardo             | CM Inder Envigado          | + 1 min 01 s    |
| 6.ª | Aranza Villalón           | Avinal-Sistecredito-GW     | + 1 min 05 s    |
| 7.ª | Natalia Franco            | Soltec-Team IMR            | + 1 min 18 s    |
| 8.ª | Liliana Moreno            | Merquimia-Proyecta Team    | + 1 min 25 s    |
| 9.ª | Jessenia Meneses Gonzales | Colombia Tierra de Atletas | + 1 min 32 s    |
| 10.ª | Lina Maria Rojas          | RCN TV-Tour y Nativa       | + 1 min 50 s    |

| \| Clasificación general \| Clasificación general \| Clasificación general \| Clasificación general \| Clasificación general \| \| Ciclista \| Ciclista \| Equipo \| Tiempo \| \| \| --------------------- \| ------------------------- \| -------------------------- \| --------------------- \| --------------------- \| \| 1.ª \| Lilibeth Chacón \| Merquimia-Proyecta Team \| 11 h 54 min 09 s \| \| \| 2.ª \| Anet Barrera Esparza \| Pato Bike \| + 1 min 49 s \| \| \| 3.ª \| Aranza Villalón \| Avinal-Sistecredito-GW \| + 1 min 53 s \| \| \| 4.ª \| Milena Fagua \| Boyacá Avanza \| + 3 min 57 s \| \| \| 5.ª \| Camila Valbuena \| Colombia Tierra de Atletas \| + 4 min 33 s \| \| \| 6.ª \| Shoko Kashiki \| Team Illuminate \| + 4 min 37 s \| \| \| 7.ª \| Miryam Núñez \| Liro Sport-El Faro \| + 5 min 20 s \| \| \| 8.ª \| Jessenia Meneses Gonzales \| Colombia Tierra de Atletas \| + 5 min 59 s \| \| \| 9.ª \| Liliana Moreno \| Merquimia-Proyecta Team \| + 6 min 41 s \| \| \| 10.ª \| Natalia Pardo \| CM Inder Envigado \| + 6 min 51 s \| \| |                           |                            |                  |
| |                           |                            |                  |
| Fuente: ProCyclingStats |                           |                            |                  |
| Clasificación general |                           |                            |                  |
| Ciclista | Ciclista                  | Equipo                     | Tiempo           |
| 1.ª | Lilibeth Chacón           | Merquimia-Proyecta Team    | 11 h 54 min 09 s |
| 2.ª | Anet Barrera Esparza      | Pato Bike                  | + 1 min 49 s     |
| 3.ª | Aranza Villalón           | Avinal-Sistecredito-GW     | + 1 min 53 s     |
| 4.ª | Milena Fagua              | Boyacá Avanza              | + 3 min 57 s     |
| 5.ª | Camila Valbuena           | Colombia Tierra de Atletas | + 4 min 33 s     |
| 6.ª | Shoko Kashiki             | Team Illuminate            | + 4 min 37 s     |
| 7.ª | Miryam Núñez              | Liro Sport-El Faro         | + 5 min 20 s     |
| 8.ª | Jessenia Meneses Gonzales | Colombia Tierra de Atletas | + 5 min 59 s     |
| 9.ª | Liliana Moreno            | Merquimia-Proyecta Team    | + 6 min 41 s     |
| 10.ª | Natalia Pardo             | CM Inder Envigado          | + 6 min 51 s     |

### 6.ª etapa
| Bogotá - Bogotá | etapa escarpada | (88,2 km) |

| \| Clasificación de la etapa \| Clasificación de la etapa \| Clasificación de la etapa \| Clasificación de la etapa \| Clasificación de la etapa \| \| Ciclista \| Ciclista \| Equipo \| Tiempo \| \| \| ------------------------- \| ------------------------- \| -------------------------- \| ------------------------- \| ------------------------- \| \| 1.ª \| Miryam Núñez \| Liro Sport-El Faro \| 2 h 34 min 49 s \| \| \| 2.ª \| Camila Valbuena \| Colombia Tierra de Atletas \| + 2 min 57 s \| \| \| 3.ª \| Lilibeth Chacón \| Merquimia-Proyecta Team \| + 2 min 57 s \| \| \| 4.ª \| Aranza Villalón \| Avinal-Sistecredito-GW \| + 2 min 57 s \| \| \| 5.ª \| Elizabeth Castaño \| Colombia PAD \| + 3 min 36 s \| \| \| 6.ª \| Jessenia Meneses Gonzales \| Colombia Tierra de Atletas \| + 4 min 00 s \| \| \| 7.ª \| Katherine Montoya \| Colnago CM Team \| + 4 min 44 s \| \| \| 8.ª \| María Latriglia \| CM Inder Envigado \| + 4 min 44 s \| \| \| 9.ª \| Lina Maria Rojas \| RCN TV-Tour y Nativa \| + 4 min 44 s \| \| \| 10.ª \| Jennifer Ducuara \| Colombia Tierra de Atletas \| + 4 min 44 s \| \| |                           |                            |                 |
| |                           |                            |                 |
| Fuente: ProCyclingStats |                           |                            |                 |
| Clasificación de la etapa |                           |                            |                 |
| Ciclista | Ciclista                  | Equipo                     | Tiempo          |
| 1.ª | Miryam Núñez              | Liro Sport-El Faro         | 2 h 34 min 49 s |
| 2.ª | Camila Valbuena           | Colombia Tierra de Atletas | + 2 min 57 s    |
| 3.ª | Lilibeth Chacón           | Merquimia-Proyecta Team    | + 2 min 57 s    |
| 4.ª | Aranza Villalón           | Avinal-Sistecredito-GW     | + 2 min 57 s    |
| 5.ª | Elizabeth Castaño         | Colombia PAD               | + 3 min 36 s    |
| 6.ª | Jessenia Meneses Gonzales | Colombia Tierra de Atletas | + 4 min 00 s    |
| 7.ª | Katherine Montoya         | Colnago CM Team            | + 4 min 44 s    |
| 8.ª | María Latriglia           | CM Inder Envigado          | + 4 min 44 s    |
| 9.ª | Lina Maria Rojas          | RCN TV-Tour y Nativa       | + 4 min 44 s    |
| 10.ª | Jennifer Ducuara          | Colombia Tierra de Atletas | + 4 min 44 s    |

## Clasificaciones finales
Las clasificaciones finalizaron de la siguiente forma:

### Clasificación general
| \| Clasificación general \| Clasificación general \| Clasificación general \| Clasificación general \| Clasificación general \| \| Ciclista \| Ciclista \| Equipo \| Tiempo \| \| \| --------------------- \| ------------------------- \| -------------------------- \| --------------------- \| --------------------- \| \| 1.ª \| Lilibeth Chacón \| Merquimia-Proyecta Team \| 14 h 31 min 51 s \| \| \| 2.ª \| Aranza Villalón \| Avinal-Sistecredito-GW \| + 1 min 54 s \| \| \| 3.ª \| Miryam Núñez \| Liro Sport-El Faro \| + 2 min 10 s \| \| \| 4.ª \| Anet Barrera Esparza \| Pato Bike \| + 3 min 40 s \| \| \| 5.ª \| Camila Valbuena \| Colombia Tierra de Atletas \| + 4 min 29 s \| \| \| 6.ª \| Milena Fagua \| Boyacá Avanza \| + 5 min 48 s \| \| \| 7.ª \| Shoko Kashiki \| Team Illuminate \| + 6 min 28 s \| \| \| 8.ª \| Jessenia Meneses Gonzales \| Colombia Tierra de Atletas \| + 7 min 02 s \| \| \| 9.ª \| Liliana Moreno \| Merquimia-Proyecta Team \| + 8 min 32 s \| \| \| 10.ª \| Natalia Pardo \| CM Inder Envigado \| + 8 min 42 s \| \| |                           |                            |                  |
| |                           |                            |                  |
| Fuente: ProCyclingStats |                           |                            |                  |
| Clasificación general |                           |                            |                  |
| Ciclista | Ciclista                  | Equipo                     | Tiempo           |
| 1.ª | Lilibeth Chacón           | Merquimia-Proyecta Team    | 14 h 31 min 51 s |
| 2.ª | Aranza Villalón           | Avinal-Sistecredito-GW     | + 1 min 54 s     |
| 3.ª | Miryam Núñez              | Liro Sport-El Faro         | + 2 min 10 s     |
| 4.ª | Anet Barrera Esparza      | Pato Bike                  | + 3 min 40 s     |
| 5.ª | Camila Valbuena           | Colombia Tierra de Atletas | + 4 min 29 s     |
| 6.ª | Milena Fagua              | Boyacá Avanza              | + 5 min 48 s     |
| 7.ª | Shoko Kashiki             | Team Illuminate            | + 6 min 28 s     |
| 8.ª | Jessenia Meneses Gonzales | Colombia Tierra de Atletas | + 7 min 02 s     |
| 9.ª | Liliana Moreno            | Merquimia-Proyecta Team    | + 8 min 32 s     |
| 10.ª | Natalia Pardo             | CM Inder Envigado          | + 8 min 42 s     |

### Clasificación por puntos
| Clasificación por puntos | Clasificación por puntos  | Clasificación por puntos   | Clasificación por puntos | Clasificación por puntos |
| Ciclista                 | Ciclista                  | Equipo                     | Puntos                   |                          |
| ------------------------ | ------------------------- | -------------------------- | ------------------------ | ------------------------ |
| 1.ª                      | Lilibeth Chacón           | Merquimia-Proyecta Team    | 70 pts                   |                          |
| 2.ª                      | Aranza Villalón           | Avinal-Sistecredito-GW     | 68 pts                   |                          |
| 3.ª                      | Miryam Núñez              | Liro Sport-El Faro         | 52 pts                   |                          |
| 4.ª                      | Camila Valbuena           | Colombia Tierra de Atletas | 43 pts                   |                          |
| 5.ª                      | Anet Barrera Esparza      | Pato Bike                  | 37 pts                   |                          |
| 6.ª                      | Katherine Montoya         | Colnago CM Team            | 34 pts                   |                          |
| 7.ª                      | Jessenia Meneses Gonzales | Colombia Tierra de Atletas | 17 pts                   |                          |
| 8.ª                      | Elizabeth Castaño         | Colombia PAD               | 17 pts                   |                          |
| 9.ª                      | Milena Fagua              | Boyacá Avanza              | 16 pts                   |                          |
| 10.ª                     | Lina Maria Rojas          | RCN TV-Tour y Nativa       | 15 pts                   |                          |

### Clasificación de la montaña
| Clasificación de la montaña | Clasificación de la montaña | Clasificación de la montaña | Clasificación de la montaña | Clasificación de la montaña |
| Ciclista                    | Ciclista                    | Equipo                      | Puntos                      |                             |
| --------------------------- | --------------------------- | --------------------------- | --------------------------- | --------------------------- |
| 1.ª                         | Lilibeth Chacón             | Merquimia-Proyecta Team     | 21 pts                      |                             |
| 2.ª                         | Anet Barrera Esparza        | Pato Bike                   | 14 pts                      |                             |
| 3.ª                         | Aranza Villalón             | Avinal-Sistecredito-GW      | 9 pts                       |                             |
| 4.ª                         | Milena Fagua                | Boyacá Avanza               | 8 pts                       |                             |
| 5.ª                         | Shoko Kashiki               | Team Illuminate             | 6 pts                       |                             |
| 6.ª                         | Miryam Núñez                | Liro Sport-El Faro          | 3 pts                       |                             |
| 7.ª                         | Natalia Pardo               | CM Inder Envigado           | 2 pts                       |                             |
| 8.ª                         | Natalia Franco              | Soltec-Team IMR             | 1 pt                        |                             |

### Clasificación de los sprints especiales
| Clasificación de las metas volantes | Clasificación de las metas volantes | Clasificación de las metas volantes | Clasificación de las metas volantes | Clasificación de las metas volantes |
| Ciclista                            | Ciclista                            | Equipo                              | Puntos                              |                                     |
| ----------------------------------- | ----------------------------------- | ----------------------------------- | ----------------------------------- | ----------------------------------- |
| 1.ª                                 | Katherine Montoya                   | Colnago CM Team                     | 22 pts                              |                                     |
| 2.ª                                 | Mariana Herrera                     | Colombia PAD                        | 8 pts                               |                                     |
| 3.ª                                 | Miryam Núñez                        | Liro Sport-El Faro                  | 7 pts                               |                                     |
| 4.ª                                 | Serika Gulumá                       | CM Inder Envigado                   | 5 pts                               |                                     |
| 5.ª                                 | Jessenia Meneses Gonzales           | Colombia Tierra de Atletas          | 4 pts                               |                                     |
| 6.ª                                 | Aranza Villalón                     | Avinal-Sistecredito-GW              | 3 pts                               |                                     |
| 7.ª                                 | Andrea Alzate Gómez                 | Colnago CM Team                     | 3 pts                               |                                     |
| 8.ª                                 | María Latriglia                     | CM Inder Envigado                   | 3 pts                               |                                     |
| 9.ª                                 | Helena Coney                        | Team Illuminate                     | 3 pts                               |                                     |
| 10.ª                                | Camila Valbuena                     | Colombia Tierra de Atletas          | 2 pts                               |                                     |

### Clasificación de las sub-23
| Clasificación sub-23 | Clasificación sub-23 | Clasificación sub-23             | Clasificación sub-23 | Clasificación sub-23 |
| Ciclista             | Ciclista             | Equipo                           | Tiempo               |                      |
| -------------------- | -------------------- | -------------------------------- | -------------------- | -------------------- |
| 1.ª                  | María Latriglia      | CM Inder Envigado                | 14 h 41 min 04 s     |                      |
| 2.ª                  | Lina Maria Rojas     | RCN TV-Tour y Nativa             | + 1 min 02 s         |                      |
| 3.ª                  | Yully Ramírez        | Supergiros-Alcaldía de Manizales | + 4 min 25 s         |                      |
| 4.ª                  | Laura Sofía Castillo | Liro Sport-El Faro               | + 5 min 22 s         |                      |
| 5.ª                  | Carolina Vargas      | Colnago CM Team                  | + 5 min 35 s         |                      |
| 6.ª                  | Zulay Camacho        | Aguardiente Nectar               | + 7 min 08 s         |                      |
| 7.ª                  | Liseth Carrero       | Colombia PAD                     | + 7 min 46 s         |                      |
| 8.ª                  | Elizabeth Castaño    | Colombia PAD                     | + 8 min 37 s         |                      |
| 9.ª                  | Stefania Sánchez     | CM Inder Envigado                | + 17 min 21 s        |                      |
| 10.ª                 | Paula Carrasco       | Colombia PAD                     | + 18 min 52 s        |                      |

### Clasificación por equipos
| Clasificación por equipos | Clasificación por equipos        | Clasificación por equipos | Clasificación por equipos |
| Equipo                    | Equipo                           | Tiempo                    |                           |
| ------------------------- | -------------------------------- | ------------------------- | ------------------------- |
| 1.º                       | Colombia Tierra de Atletas       | 43 h 56 min 42 s          |                           |
| 2.º                       | Merquimia-Proyecta Team          | + 5 min 44 s              |                           |
| 3.º                       | Pato Bike                        | + 20 min 08 s             |                           |
| 4.º                       | CM Inder Envigado                | + 22 min 20 s             |                           |
| 5.º                       | Boyacá Avanza                    | + 23 min 55 s             |                           |
| 6.º                       | Colombia PAD                     | + 39 min 22 s             |                           |
| 7.º                       | Supergiros-Alcaldía de Manizales | + 43 min 15 s             |                           |
| 8.º                       | RCN TV-Tour y Nativa             | + 44 min 10 s             |                           |
| 9.º                       | Colnago CM Team                  | + 45 min 46 s             |                           |
| 10.º                      | Liro Sport-El Faro               | + 52 min 02 s             |                           |

## Evolución de las clasificaciones
| Etapa                   |                         | Ganador         | Clasificación general | Puntos          | Montaña              | Metas volantes    | Jóvenes              | Equipo _                   |
| ----------------------- | ----------------------- | --------------- | --------------------- | --------------- | -------------------- | ----------------- | -------------------- | -------------------------- |
| 1.ª etapa               | etapa llana             | Lilibeth Chacón | Lilibeth Chacón       | Lilibeth Chacón | Aranza Villalón      | Katherine Montoya | Lina Maria Rojas     | Merquimia-Proyecta Team    |
| 2.ª etapa               | etapa de media montaña  | Aranza Villalón | Aranza Villalón       | Aranza Villalón | Camila Valbuena      | Katherine Montoya | Lina Maria Rojas     | Merquimia-Proyecta Team    |
| 3.ª etapa               | contrarreloj individual | Lilibeth Chacón | Aranza Villalón       | Aranza Villalón | Anet Barrera Esparza | Katherine Montoya | Laura Sofía Castillo | Colombia Tierra de Atletas |
| 4.ª etapa               | etapa de media montaña  | Lilibeth Chacón | Lilibeth Chacón       | Aranza Villalón | Lilibeth Chacón      | Katherine Montoya | María Latriglia      | Colombia Tierra de Atletas |
| 5.ª etapa               | etapa de media montaña  | Lilibeth Chacón | Lilibeth Chacón       | Lilibeth Chacón | Lilibeth Chacón      | Katherine Montoya | María Latriglia      | Colombia Tierra de Atletas |
| 6.ª etapa               | etapa escarpada         | Miryam Núñez    | Lilibeth Chacón       | Lilibeth Chacón | Lilibeth Chacón      | Katherine Montoya | María Latriglia      | Colombia Tierra de Atletas |
| Clasificaciones finales | Clasificaciones finales |                 | Lilibeth Chacón       | Lilibeth Chacón | Lilibeth Chacón      | Katherine Montoya | María Latriglia      | Colombia Tierra de Atletas |